# 자유 저작물

자유문화작품 로고

자유 저작물(free content)는 사람들이 자유롭게 이용, 복사, 수정 및 재배포할 수 있도록 특별한 제한이 없는 작품이나 창작물, 정보를 말한다. 자유 소프트웨어의 자유롭게 사용할 수 있다는 자유의 개념을 모든 저작물로 확장한 개념이다. 반의어로는 비자유 저작물로 부른다.
자유 저작물은 저작권이 소멸된 퍼블릭 도메인은 물론, 저작권이 있지만 위 기준에 따라 자유롭게 이용이 허락된 저작물도 포함한다.

## 자유 저작물 라이선스
자유 저작물은 저작물의 내용을 수정한 후에도 역시 같은 제한을 가진 라이선스로 배포해야 하는 카피레프트일 수도 있고, 아니면 수정한 버전은 다른 조건으로 (때로는 자유 저작물이 아닌 조건으로) 배포할 수도 있다.
GNU 자유 문서 사용 허가서는 카피레프트 라이선스의 대표적인 예이고, BSD 허가서는 카피레프트가 아닌 라이선스의 예이다.
크리에이티브 커먼즈 라이선스로 배포된 작품의 경우, "비영리"나 "변경금지" 제한이 없는 경우는 자유 저작물에 해당한다. 하지만 비영리 혹은 변경금지 제한이 있는 경우에는 자유 저작물에 속하지 않는다.

## 같이 보기
- 퍼블릭 도메인
- 카피레프트
- 오픈 소스
- GNU 자유 문서 사용 허가서
- 크리에이티브 커먼즈
- 자유 소프트웨어
- 오픈 콘텐츠
- 구텐베르크 프로젝트